# Ácido graso insaturado
Los ácidos grasos insaturados son ácidos carboxílicos de cadena larga con uno o varios dobles enlaces entre sus átomos de carbono.

Ácido oleico.

## Estructura química
Los ácidos grasos son componentes de lípidos de reserva y lípidos de membrana. Generalmente los ácidos grasos naturales son de cadena lineal y poseen un número par de átomos de carbono (C16, C18, etc.). Si son saturados no llevan ningún doble enlace en su cadena carbonada. En cambio, los ácidos grasos insaturados poseen dobles enlaces C=C y pueden tener una o más insaturaciones. Los dobles enlaces están generalmente separados por un grupo metileno (-CH
2-), por lo que no son conjugados. Se encuentran en general en la configuración cis, o sea, los átomos de C contiguos están orientados hacia el mismo lado y generan con ello una doblez en la cadena del hidrocarburo.
La posición de la insaturación (doble enlace) se indica a veces con la letra griega omega y un número: omega-3, omega-5, omega-6. El número designa en qué enlace se encuentra la insaturación, contando desde el final de la cadena (omega es la última letra del alfabeto griego y por lo tanto indica que hay que empezar a contar desde el final).

## Síntesis
Los ácidos grasos insaturados se forman en la cara citosólica de la membrana del retículo endoplasmático mediante una deshidratación selectiva de un acil-CoA saturado. Un complejo de citocromo b5 reductasa, citocromo b5 y desaturasa retira del resto acilo dos átomos de hidrógeno y los transfiere al oxígeno molecular. Al mismo tiempo se transfieren dos electrones y dos protones desde el NADH, que reducen el O
2 a dos H
2O. La combinación del alargamiento de la cadena y la desaturación genera, a partir del ácido palmítico, un grupo entero de derivados de ácidos grasos.

## Influencia en las propiedades de las grasas
Por esterificación de tres moléculas de ácido graso (restos acilo) con los tres alcoholes del glicerol se forman grasas o triacilgliceroles. El grado de saturación y la longitud de la cadena del resto acilo determinan esencialmente las propiedades de la grasa: cuanto más corta e insaturada es la cadena del resto acilo, más fluida y volátil es la grasa.

## Proceso de degradación
Los ácidos grasos insaturados o de número par de átomos se degradan mediante las variantes de la β-oxidación. Para la degradación de los ácidos grasos insaturados se requieren dos enzimas adicionales: una isomerasa y una reductasa.

## Importancia para el organismo
Los ácidos grasos insaturados son esenciales para el correcto funcionamiento de nuestro cuerpo y deben ser aportados en cantidades suficientes con los alimentos. Su falta se asocia con las enfermedades coronarias y una concentración elevada de colesterol en sangre.

## Analítica
Antiguamente, el grado de insaturación se determinaba con la adición de bromo o iodo a estos doble enlaces. Hoy se realiza una analítica más completa transesterificando con metanol y determinando el porcentaje de los ésteres metílicos concretos por cromatografía de gases.

## Aplicaciones

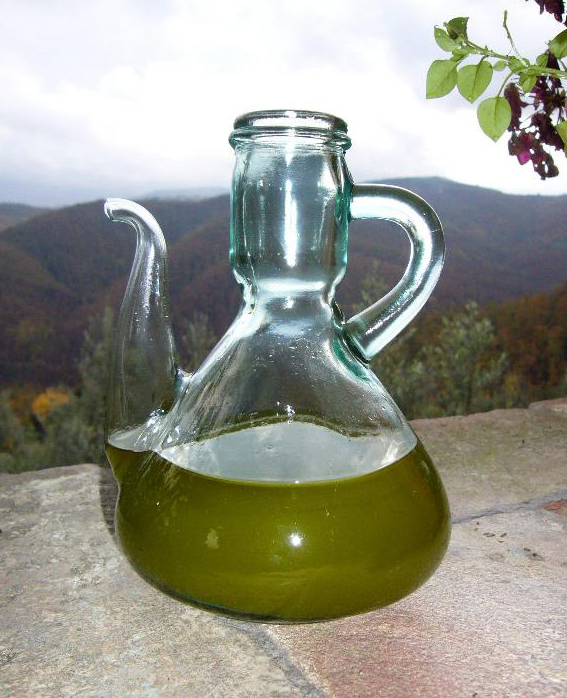
Aceite de oliva es un ácido insaturado de 18 carbonos.

Las grasas con alto contenido de ácidos grasos insaturados suelen tener el punto de fusión más bajo que los equivalentes completamente saturados. Por esto, en la fabricación de la margarina o algunas grasas para freír se saturan los doble enlaces por hidrogenación con hidrógeno elemental en presencia de un catalizador de paladio o níquel. Así se obtiene un producto con mejor resistencia térmica que se puede emplear, por ejemplo, en la fabricación de la margarina.
Una mezcla con aceite de lino se utilizaba antiguamente en cristalería para fijar el cristal en el marco. Con el tiempo los dobles enlaces del ácido linoleico presente polimerizaban y endurecían la masa.

## Ejemplos
Algunos de los ácidos grasos insaturados más importantes son:
- ácido oleico (ácido delta-9-octadecenoico); C17H33COOH; presente en casi todas las grasas naturales
- ácido erúcico
- ácido palmitoleico (ácido delta-9-cis-hexadecenoico); C15H29COOH; presente en la grasa de la leche, grasas animales, algunas grasas vegetales
- ácido vaccénico (ácido cis-delta-11-octadecenoico)
- ácido linoleico (ácido octadecadienoico); C17H31COOH; presente por ejemplo en el aceite del lino
- ácido linolénico (ácido octadecatrienoico); C17H29COOH; presente por ejemplo en el aceite del lino